# U-45 (1938)
U-45 – niemiecki okręt podwodny typu VII B z okresu II wojny światowej. Okręt wszedł do służby w 1938.

## Historia
Zamówienie na budowę okrętu zostało złożone w stoczni Germaniawerft w Kilonii 21 listopada 1936. Rozpoczęcie budowy okrętu miało miejsce 23 lutego 1938. Wodowanie nastąpiło 27 kwietnia 1938, wejście do służby 25 czerwca 1938. 
Odbył dwa patrole bojowe, podczas których zatopił dwa statki o łącznej pojemności 19.313 BRT.
Zatopiony 14 października 1939 przez angielskie niszczyciele: HMS „Inglefield”, HMS „Ivanhoe” i HMS „Intrepid”; zginęła – 38-osobowa załoga.

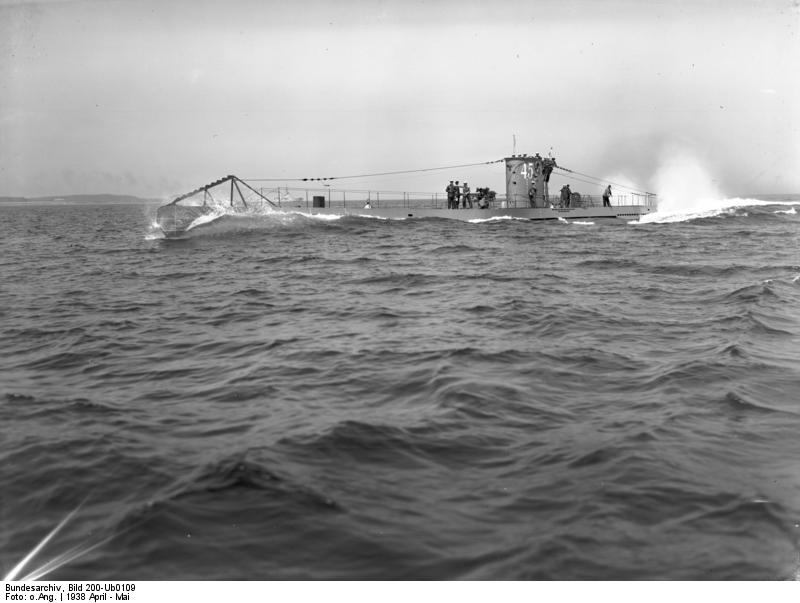
U-45